# Verdes y Ecopacifistas
Verdes y Ecopacifistas/Verds i Ecopacifistes (VERDS) fue una coalición electoral española formada en 2011 para concurrir a las elecciones a Cortes Valencianas de dicho año así como para las municipales en algunas localidades de la Comunidad Valenciana. La formaron Els Verds del País Valencià, Los Verdes Ecopacifistas y Los Verdes-Grupo Verde. Pura Peris, de Els Verds del País Valencià, fue la candidata a la presidencia de la Generalidad Valenciana (anteriormente se había propuesto que fuese Carolina Punset, entonces coportavoz de Los Verdes Ecopacifistas, la candidata a la presidencia, pero el distanciamiento entre Los Verdes Ecologistas y Punset hizo que esta finalmente no formase parte de la candidatura).
Entre los municipios en los que se presentó Verdes y Ecopacifistas estaban Valencia, Castellón, Alicante y Elche. Els Verds del País Valencià lo hizo en solitario en otros municipios. La coalición obtuvo unos resultados modestos en las autonómicas (31.808 votos, un 1,33%), sin conseguir representación. Los mejores resultados los obtuvo en la provincia de Alicante (15.328 votos, 1,93%). En la de Castellón obtuvo 2.988 votos (1,08%) y en la de Valencia 13.492 (1,02%). En las municipales, solo consiguió representación en Silla, donde obtuvieron un concejal, perteneciente a Els Verds del País Valencià.